# كريم أحمدي
كريم أحمدي (بالفارسية: کریم احمدی) هو لاعب كرة قدم إيراني، ولد في 5 يناير 1986 في كرمانشاه في إيران. لعب مع نادي بديده ونادي راهيان كرمانشاه ونادي مشكي بوشان.

## وصلات خارجية
- كريم أحمدي على موقع قاعدة بيانات كرة القدم.إي يو (الإنجليزية)
- كريم أحمدي على موقع Soccerway.com (الإنجليزية)